# Rozpojené státy: Amerika nejen televizní kamerou
Rozpojené státy: Amerika nejen televizní kamerou je kniha napsaná reportérem a novinářem České televize Martinem Řezníčkem. Autor při psaní vycházel ze své takřka pětileté zkušenosti (v letech 2012–2017) zahraničního reportéra ČT ve Spojených státech amerických. Během této doby byl Martin Řezníček svědkem mnoha větších i menších událostí v USA, které prostřednictvím ČT přibližoval divákům u televizních obrazovek. Svůj náhled, osobní dojmy a zážitky však sepsal právě v této knize.

## Obsah
Kniha je rozdělena do tří bloků/knih, které se od sebe vzájemně tematicky odlišují a jsou ještě dále rozděleny do více konkrétnějších podkapitol. Čtenář v knize nalezne taky předmluvu od předchozího amerického zpravodaje Michala Kubala, autorův prolog, poděkování a několik fotografií vztahujících se k daným tématům.

### Kniha první: České stopy ve Spojených státech
V první části knihy se autor věnuje vazbám USA na Česko. Píše zde především o vazbách méně veřejně známých a to v oblastech architektury, historie a popkultury. Zmiňuje zde například Kim Novákovou či podobnost mezi stavbou Stahl House a vilou Tugendhat.

### Kniha druhá: Rozdělená Amerika a Donald Trump
V tomto bloku autor píše o tom, proč je americká společnost dle mnoha názorů rozdělená, jaké jsou příčiny, ukazatele a důsledky. Jako důsledek zde bývá označováno i zvolení bývalého prezidenta Spojených států amerických Donalda Trumpa, jehož politickou kariéru, rozhodnutí a život zde autor rozebírá.

### Kniha třetí: Výjimečná Amerika
V poslední části své knihy se Martin Řezníček zamýšlí a uvádí v čem jsou vlastně Spojené státy výjimečné, ať už se jedná o myšlení místních obyvatel, specifika novinářské práce nebo hospodářství.